# لا خنکرا
لا خنکرا (به اسپانیایی: La Jonquera) یک شهرستان در اسپانیا است که در کاتالونیا واقع شده‌است.

## خصوصیات
لا خنکرا ۵۶٫۹۳ کیلومترمربع مساحت و ۳٬۰۷۵ نفر جمعیت دارد و ۱۱۰ متر بالاتر از سطح دریا واقع شده‌است.